# Pan de Guajaibón
Le pan de Guajaibón (parfois « pain de Guajaibón » en français) est le point culminant de la sierra del Rosario dans la cordillère de Guaniguanico à l'Ouest de Cuba. Il est séparé de la sierra Chiquita, une crête beaucoup moins élevée, par une dépression synclinale. Cette appellation désigne quelquefois l'ensemble du petit massif, l'un des karsts les plus étudiés du pays.

## Monument
Le 6 décembre 2006, à l'occasion du 110e anniversaire de la disparition du leader indépendantiste Antonio Maceo tombé au combat le 7 décembre 1896, un groupe de spéléologues de l'ancienne province de La Havane érige à son sommet un monument à sa mémoire.